# Juárez (Nuevo León)
Juárez é um município do estado de Nuevo León, no México. 
Em 2005, o município possuía um total de 144.380 habitantes.